# 迪平·P·R
迪平·P·R（英語：Dipin P.R.），印度外交官，曾任印度驻斯里兰卡汉班托塔总领事。

## 经历
在加入印度外事服务之前，迪平·P·R曾作为海事工程师在商船领域工作。在其职业外交生涯中，他曾在印度驻斯里兰卡高级专员公署的政治与经济部门工作。在印度外交部总部任职期间，他担任印度洋地区司的副处长。
2020年8月28日，出任印度驻斯里兰卡汉班托塔总领事。
2023年8月19日离任，返回外交部总部，后在侨民关系司任副处长。

## 个人生活
迪平精通英语、马拉雅拉姆语、印地语、泰米尔语和僧伽罗语。与妻子斯鲁蒂·萨西（Sruthi Sasi）育有一子。